# Ejura/Sekyedumase
Le district d'Ejura/Sekyedumase est l’un des 21 districts de la Région d'Ashanti.